# Leuvense Bio-ingenieurskring
De Leuvense Bio-ingenieurskring, vroeger Landbouwkring genoemd, afgekort LBK, is de faculteitskring van de studenten in de bio-ingenieurswetenschappen aan de Katholieke Universiteit Leuven. De Leuvense Bio-ingenieurskring werd in 1887 door Paul De Vuyst gesticht en is daarmee de op een na oudste faculteitskring van Leuven. Het is een Koninklijke vereniging. De fakbar van LBK heet de Gnorgl, naar het geluid dat een varken voortbrengt. LBK heeft als middelgrote kring (1300+ leden) 3 stemmen op de algemene vergadering van LOKO. Vijf leden van het presidium wonen samen in een huis genaamd 'het fakhuis', gelegen op de Geldenaaksebaan 2, 3001 Heverlee. Dit adres is tevens de plaats van de zetel van de Leuvense Bio-ingenieurskring VZW. De Gentse tegenhanger van de Leuvense Bio-ingenieurskring is de Vlaamse Levenstechnische Kring, ofwel VLK.
De Leuvense Bio-ingenieurskring is ook lid van de Studentenraad KU Leuven.

## Bekende activiteiten
LBK is oprichter van het zogenaamde 'Plan Sjarel'. Het presidium van 1990-1991 startte hiermee, met als doel alle presidia dichter bij elkaar te brengen. In die periode waren er spanningen binnen LOKO, dat toen pas enkele jaren oud was. Zijn voorganger, de Algemene Studentenraad (ASR), was door gelijkaardige spanningen uit elkaar gevallen. Om de andere presidia op een ontspannende manier beter te leren kennen, werd er regelmatig een feestje georganiseerd, speciaal voor de andere presidia, telkens in een andere fakbar. Het eerste feestje ging toen door in de Gnorgl in 1990, en enkele weken later organiseerde Peter Dequidt (preses van Wina) de volgende bijeenkomst onder de naam 'Plan Sjarel', als verwijzing naar het Plan Dillemans.
De faculteitskring is ook bekend als stichter van Bloedserieus. Bloedserieus werd voor het eerst georganiseerd in 1990, toen nog door LBK alleen. In 1994 vervoegde Medica zich bij LBK maar sinds 2010 wordt het evenement door de organisatie Bloedserieus Leuven georganiseerd. Ook de Interfacultaire Rockrally, IFR (voormalig Interfacultair Songfestival, IFS) is een geesteskind van LBK. In het academiejaar 2009-2010 werd IFS eenmalig niet georganiseerd, maar vanaf 2011 vindt dit weer jaarlijks plaats. Om een breder publiek aan te trekken, wordt het IFR sinds het academiejaar 2015-2016 samen met VTK georganiseerd.